# Adrian Bradshaw

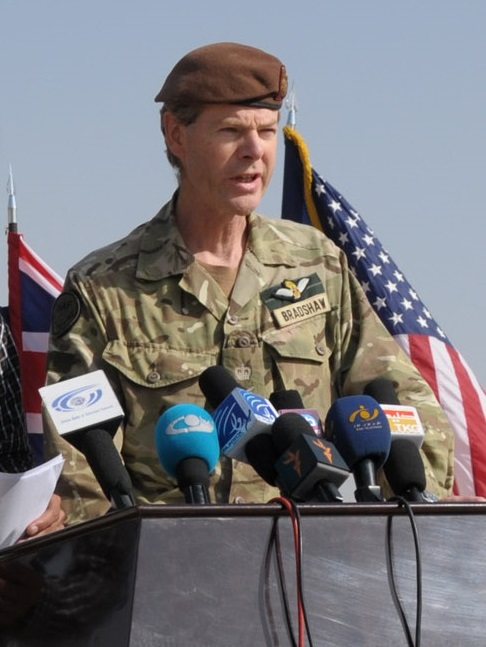
Bradshaw 2012

Sir Adrian John Bradshaw KCB, OBE (* 1958) ist ein britischer General und war vom März 2014 bis März 2017 Deputy Supreme Allied Commander Europe.

## Leben
Adrian Bradshaw besuchte die Bloxham School und nahm dort an der Combined Cadet Force teil. Anschließend studierte er Landwirtschaft an der Reading University, was er 1979 mit einem Bachelor of Science abschloss. Anschließend schloss er sich dem 14th/20th King’s Hussars an und diente als Junioroffizier in Deutschland, Nordirland, Afrika, dem Mittleren Osten, Südostasien und auf den Falklandinseln. Zunächst diente er als Panzerführer und Regimental Intelligence Officer und schloss sich anschließend dem Helikopter-Regiment an. 1991 machte er am King’s College London seinen Master in Defence Studies.
Von 1994 bis 1996 war er Kommandeur des Kavallerie-Regiments King’s Royal Hussars. Anschließend bewarb er sich um höhere Stellen in der britischen Militärhierarchie. 2005 erwarb er den Master in Internationalen Beziehungen. Er wechselte ins Ministry of Defence und wurde zum Brigadier befördert. Zusammen mit der 3rd Infantry Division ging er nach Kuwait und plante Operationen im Irak. Bei der US Task Force wurde er Deputy Commander und leitete später die 7th Armoured Brigade (Großbritannien). Danach studierte er am Royal College of Defence Studies  und wurde schließlich im November 2007 zum Major General befördert. Im März 2009 trainierte er die 1st Armoured Division und bereitete sie für Aufträge in Afghanistan vor.
2011 wurde er Deputy Commander der ISAF in Afghanistan und 2013 Kommandeur der britischen Landstreitkräfte. Am 28. März 2014 wurde er schließlich zum Deputy Supreme Allied Commander Europe ernannt.

## Privatleben
Adrian Bradshaw ist verheiratet und hat drei Kinder. In seiner Freizeit spielt er Polo, schießt und zeichnet. Er ist Vizepräsident der Combined Services Polo Association (CSPA).

## Auszeichnungen (Auswahl)
- Ehrenkreuz der Bundeswehr in Gold
- 1998: Officer des Order of the British Empire
- 2002: Queen Elizabeth II Golden Jubilee Medal
- 2003: Offizier der Legion of Merit
- 2009: Companion des Order of the Bath
- 2012: Queen Elizabeth II Diamond Jubilee Medal
- 2013: Knight Commander des Order of the Bath